# Neurofibromatose
Als Neurofibromatosen (Neurofibromatose-Spektrum-Erkrankungen) wird eine Gruppe von Erbkrankheiten bezeichnet, die unter anderem Neurofibrome (bestimmte Nerventumoren) verursachen und üblicherweise autosomal-dominant (das zugehörige Gen liegt nicht auf einem Geschlechtschromosom und die Krankheit tritt schon bei der Mutation eines der beiden Allele auf) vererbt werden.

## Einteilung
Die Einteilung der Neurofibromatose-Spektrum-Erkrankungen ist nicht einheitlich und hat sich mit der Zeit verändert. Im Jahre 1982 wurde eine Unterteilung in acht unterschiedliche Arten der Neurofibromatose vorgeschlagen.
Die klassische Einteilung erfolgt in:
- Neurofibromatose Typ 1 (NF1) (Morbus Recklinghausen, periphere Neurofibromatose)
- Neurofibromatose Typ 2 (NF2) (zentrale Neurofibromatose)[3]

Seit 2005 rechnet man auch die Schwannomatose (SWN) zu den Neurofibromatose-Spektrum-Erkrankungen:
- NF1
- NF2
- SWN (Schwannomatose)

Im Jahre 2022 erschien eine Internationale Konsens-Empfehlung zur Nomenklatur mit folgender Einteilung nach nachgewiesener genetischer Veränderung:
- NF1
- NF2-related Schwannomatosis, vormals NF2
- SMARCB1-related schwannomatosis
- LZTR1-related schwannomatosis
- 22q-related schwannomatosis
- Schwannomatosis-not otherwise specified (NOS) (ohne humangenetische Untersuchung)
- Schwannomatosis-not elsewhere classified (NEC) (ohne Mutationsnachweis)

## Vorkommen
Die Neurofibromatose Typ 1 ist mit 1 zu 3.000 bei weitem die häufigste Form. Etwa die Hälfte der Fälle ist familiär vererbt. Die de-novo-Mutationen treten hauptsächlich in väterlicherseits vererbten Chromosomen auf. Eine Studie in den Vereinigten Staaten über die Jahre 1983 bis 1987 ergab ein mittleres Sterbealter für Personen mit NF1 von 54,4 Jahren und einen Median von 59 Jahren, was deutlich unter der US-Bevölkerungsnorm (70,1 bzw. 74 Jahre) lag.
Die Neurofibromatose Typ 2 kommt 1 auf 33.000 vor, während die Schwannomatose mit 1 auf 60.000 Geburten die seltenste Form darstellt.

## Diagnose
Zum Diagnosennachweis sollten wenigstens zwei nicht intradermale Schwannome histologisch gesichert sein. Die Patienten sind in der Regel über 30 Jahre alt. Ein Vestibularisschwannom fehlt. Es besteht keine NF2-Mutation. Betroffene Patienten leiden häufig unter chronischen Schmerzen.

## Differentialdiagnostik
Abzugrenzen ist das Legius-Syndrom.